# 氏名の変更
氏名の変更（しめいのへんこう）とは、身分関係の変動を伴うことなく当事者の意思によって氏名を変更することをいう。
氏に関して婚姻や離婚、養子縁組や離縁など身分関係の変動に伴って民法の規定により氏が変更することは（狭義の）氏の変動といい氏の変更とは異なる。なお、名に関しては身分関係の変動に伴って変更されることはない。

## 氏の変更
氏の変更には民法の規定により氏が変更される場合と戸籍法の規定により氏が変更される場合がある。

### 民法
民法上の氏の変更には、子の氏の変更（民法791条）、生存配偶者の復氏（民法751条）、離婚後における離婚時に称していた氏への変更（民法767条2項）がある。

### 戸籍法
やむを得ない事由がある場合、家庭裁判所の許可を得て、その旨を届け出ることで氏を変更することができる（戸籍法107条）。
「やむを得ない事由」とは、著しく珍奇である場合、極めて難解である場合、長年通姓を用いていた場合などである。氏の変更の効果は同一戸籍にある人物にのみ及ぶ。

## 名の変更
名の変更は戸籍法107条の2の規定により行われる。正当な事由がある場合、家庭裁判所の許可を得て、その旨を届け出ることで名を変更することができる（戸籍法107条の2）。
「正当な事由」の基準は氏の場合よりも緩やかに解されている。著しく珍奇である場合、極めて難解である場合、長年通名を用いていた場合のほか、家族内や同一地域内に同姓同名の者がいて社会生活に支障をきたしている場合、職業上の理由で襲名を必要とする場合などである。